# Onthophagus moreleti
Onthophagus moreleti är en skalbaggsart som beskrevs av Baraud 1980. Onthophagus moreleti ingår i släktet Onthophagus och familjen bladhorningar. Inga underarter finns listade i Catalogue of Life.